# ويليام إس. لينكولن
ويليام إس. لينكولن (بالإنجليزية: William S. Lincoln)‏ هو قاضي ومحامي وسياسي أمريكي، ولد في 13 أغسطس 1813، وتوفي في 21 أبريل 1893. حزبياً، نشط في الحزب الجمهوري. وقد انتخب عضو مجلس النواب الأمريكي.